# Brigade de cavalerie Grande Pologne
La brigade de cavalerie la Grande-Pologne  est une des unités de combat montée polonaise durant la Seconde Guerre mondiale.

## Historique
En 1939, lors de la campagne de Pologne, elle est partie intégrante de l'armée de Poznań, commandée par le général Kutrzeba. 

Elle est basée, sur la frontière ouest avec l’Allemagne, sur la rivière Warta et les villes de Gniezno et Poznań face aux 4e et 8e Armées allemandes, commandées par le général Fedor von Bock dont la mission était la prise du corridor de Dantzig Cette unité de cavalerie était à l'époque la plus nombreuse au monde. Elle comprenait plus de 23 000 cavaliers. Malgré ce nombre impressionnant, elle fut décimée en moins de 48 heures. L'équipement de cette unité ne lui permettait en effet pas de lutter contre les chars allemands pourtant encore très peu puissants à l'époque.

## Théâtres d'opérations
- 1er septembre au 6 octobre 1939 : Campagne de Pologne